# Владислав Неджведзки
Владѝслав Ма̀рчин Неджвѐдзки (на полски: Władysław Marcin Niedźwiedzki) е полски езиковед, лексикограф и етнограф, от 1891 година съредактор с Адам Крински и Ян Карлович, а от 1908 година редактор на „Речник на полския език“, наричан „варшавски“ (на полски: Słownik języka polskiego).